# 涪城区
涪城区（ふうじょう-く）は中華人民共和国四川省綿陽市に位置する市轄区。

## 行政区画
10街道、6鎮を管轄する。
- 街道:城廂街道、城北街道、工区街道、南山街道、朝陽街道、高新街道、科創園街道、石塘街道、城郊街道、塘汛街道
- 鎮:豊谷鎮、青義鎮、呉家鎮、楊家鎮、新皂鎮、永興鎮

## 教育

### 大学
- 西南科技大学（中国語版）
- 民航飛行学院（中国語版）（綿陽分院）

## 交通
航空
- 綿陽南郊空港

鉄道
- 中国鉄路総公司
  - 中国鉄路成都局集団公司
    - 西成旅客専用線（江油駅（中国語版）、青蓮駅（中国語版）、綿陽駅（中国語版））
    - 成綿楽旅客専用線（綿陽駅）
    - 宝成線（石馬壩駅（中国語版）、綿陽北駅（中国語版）、綿陽駅（中国語版）、皂角舗駅（中国語版）、梅家溝駅（中国語版））

## 健康・医療・衛生
- 綿陽市中心医院
- 四川綿陽四０四医院